# يوريكو إيشيدا
يوريكو إيشيدا (باليابانية: 石田 ゆり子 - 石田 百合子) (بالروماجي: Ishida Yuriko) هي ممثلة ومؤدية أصوات يابانية ولدت في 3 أكتوبر 1969 في ناغويا، اليابان. بدأت نشاطها الفني عام 1988.

## أعمال

### مسلسلات
- موزو بدور كوراكي تشيهيرو.

### الانيمي
- حرب الراكون
- الأميرة مونونوكي
- ساعات عمل إضافية
- سيف النار
- من أعلى تلة الخشخاش

## وصلات خارجية
- الموقع الإلكتروني
- يوريكو إيشيدا على موقع IMDb (الإنجليزية)
- يوريكو إيشيدا على موقع ألو سيني (الفرنسية)
- يوريكو إيشيدا على موقع ميوزك برينز (الإنجليزية)
- يوريكو إيشيدا على موقع أول موفي (الإنجليزية)
- يوريكو إيشيدا على موقع قاعدة بيانات الأفلام السويدية (السويدية)
- يوريكو إيشيدا على موقع قاعدة بيانات الفيلم (الإنجليزية)
- يوريكو إيشيدا على موقع كينوبويسك (الروسية)
- يوريكو إيشيدا على موقع ANN person (الإنجليزية)